# Emmerich Tálos

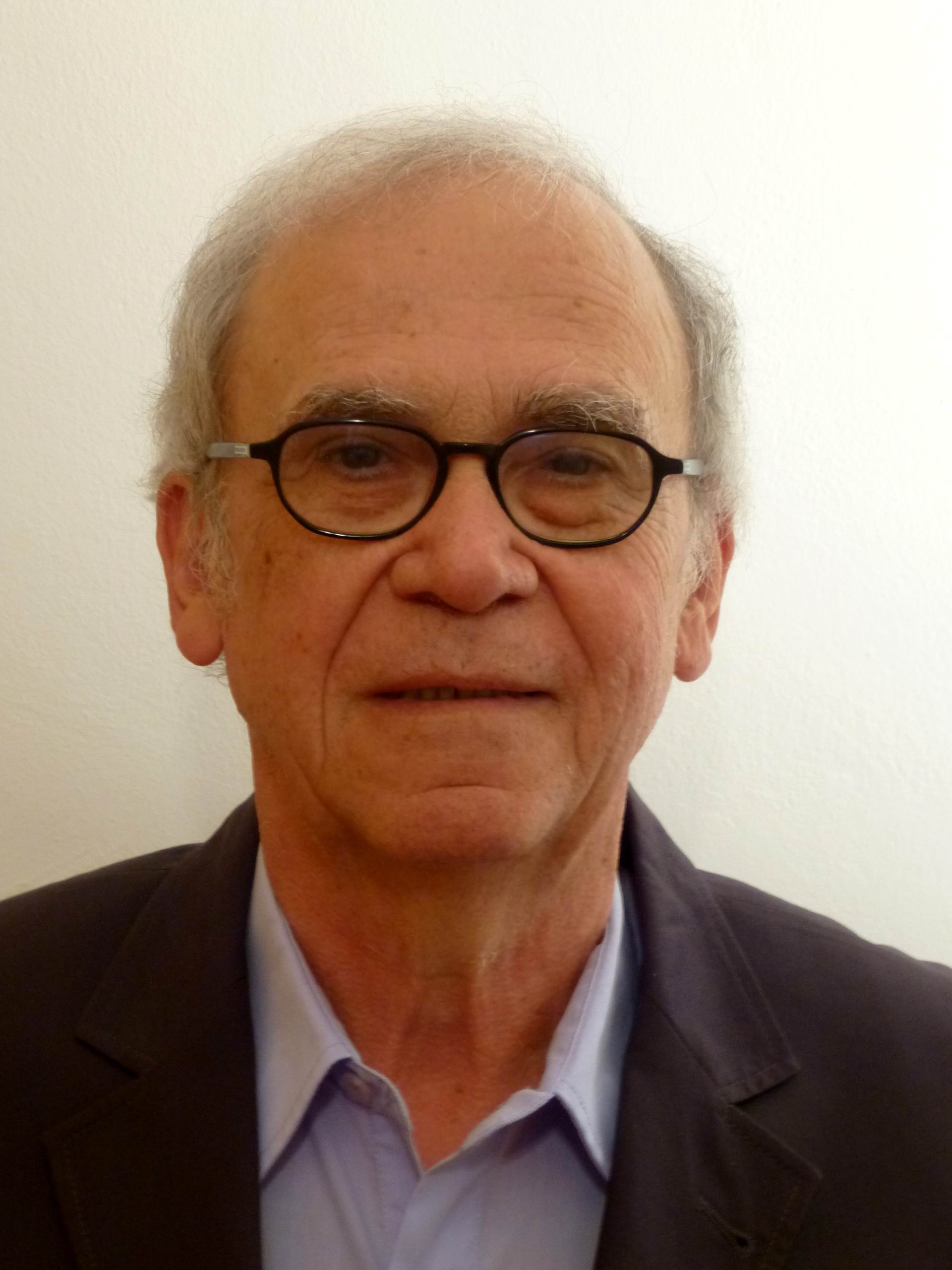
Emmerich Tálos (2015)

Emmerich Tálos (* 29. Juni 1944 in Sankt Margarethen im Burgenland) ist ein österreichischer Politikwissenschafter.

## Leben
Tálos maturierte 1962 am Bundesrealgymnasium und Bundesgymnasium Mattersburg. Er studierte Katholische Theologie und Geschichte in Wien und Tübingen. Nach einer Tätigkeit als Lektor beim Matthias-Grünewald-Verlag in Mainz absolvierte er von 1972 bis 1974 ein Post-Graduate-Studium der Politikwissenschaft am Institut für Höhere Studien (IHS) in Wien. Ab 1974 arbeitete er als Assistent am Institut für Politikwissenschaft der Universität Wien, wo er sich 1980 habilitierte und ab 1983 eine Professur innehatte. Seit 1. Oktober 2009 ist Tálos im Ruhestand. Tálos ist auch Lehrbeauftragter an der Donau-Universität Krems sowie bei ISMOS Professional MBA der WU Wien.
Zu seinen Forschungs- und Publikationsschwerpunkten zählen Sozialpolitik und Wohlfahrtsstaat, die politische Entwicklung Österreichs im 20. Jahrhundert, Austrofaschismus und die Sozialpartnerschaft. Im Jahr 2002 engagierte er sich für das Sozialstaatvolksbegehren.

## Schriften
- Staatliche Sozialpolitik in Österreich. Verlag für Gesellschaftskritik, Wien 1981, ISBN 3-900351-05-8.
- mit Georg Vobruba (Hrsg.): Perspektiven der Arbeitszeitpolitik. Verlag für Gesellschaftskritik, Wien 1983.
- mit Karl Wörister: Soziale Sicherung im Sozialstaat Österreich. Entwicklung – Herausforderungen – Strukturen. Nomos, Baden-Baden 1994, ISBN 3-7890-3442-8.
- mit Ernst Hanisch, Wolfgang Neugebauer, Reinhard Sieder (Hrsg.): NS-Herrschaft in Österreich. Ein Handbuch. öbv&hpt VerlagsgmbH, Wien 2000, ISBN 3-209-03179-7.
- Vom Siegeszug zum Rückzug. Sozialstaat Österreich 1945–2005. Band 3: Österreich 50 Jahre Zweite Republik. Studienverlag, Innsbruck-Wien-Bozen 2005, ISBN 3-7065-4153-X[1][2]
- mit Wolfgang Neugebauer (Hrsg.): Austrofaschismus. LIT Verlag, Wien 2005, ISBN 3-8258-7712-4.
- mit Herbert Dachs, Peter Gerlich, Herbert Gottweis, Helmut Kramer, Volkmar Lauber, Wolfgang C. Müller (Hrsg.): Politik in Österreich. Das Handbuch. Wien 2006, ISBN 3-214-07680-9.
- mit Herbert Obinger: Sozialstaat Österreich zwischen Kontinuität und Umbau. Eine Bilanz der ÖVP/FPÖ/BZÖ-Koalition. Verlag für Sozialwissenschaften, Wiesbaden 2006, ISBN 3-531-14756-0.
- Schwarz-Blau. Eine Bilanz des „Neu-Regierens“. Lit Verlag, Wien 2006, ISBN 3-7000-0516-4.
- Sozialpartnerschaft. Ein zentraler politischer Gestaltungsfaktor in der Zweiten Republik. Studienverlag, Innsbruck 2008, ISBN 978-3-7065-4305-7.
- Das austrofaschistische Herrschaftssystem. Österreich 1933–1938. Lit Verlag, Wien 2013, ISBN 978-3-643-50494-4 (br.), ISBN 978-3-643-50495-1 (gb.).
- … Damit der soziale Grundwasserspiegel wieder steigt! Reflexionen zur Sozialen Frage im 21. Jahrhundert. Emmerich Tálos im Gespräch mit Peter Kaiser. Hrsg. Heinz Pichler, Martin Klemenjak. Wieser Verlag, Klagenfurt 2015, ISBN 978-3-99029-172-6.
- Das austrofaschistische Österreich 1933–1938 (unter Mitarbeit von Florian Wenninger). LIT Verlag, Wien 2017, ISBN 978-3-643-50814-0.
- mit Tobias Hinterseer: Sozialpartnerschaft. Ein zentraler politischer Gestaltungsfaktor der Zweiten Republik am Ende? StudienVerlag, Innsbruck 2019, ISBN 978-3-7065-5992-8.
- (Hrsg.): Die Schwarz-Blaue Wende in Österreich. Eine Bilanz. LIT-Verlag, Wien 2019, ISBN 978-3-643-50918-5.
- mit Herbert Obinger: Sozialstaat Österreich (1945–2020). Entwicklungen – Maßnahmen – internationale Verortung. StudienVerlag, Innsbruck 2020, ISBN 978-3-7065-6052-8.
- mit Michaela Hudler-Seitzberger, Reinhold Gutschik: Sicherheit, neuer Nationalismus und EU. LIT Verlag, Wien 2021, ISBN 978-3-643-51013-6.
- mit Michaela Hudler-Seitzberger, Reinhold Gutschik, Elias Weiss: Sicherheitsempfinden und bedingungsloses Grundeinkommen. LIT Verlag, Wien 2024, ISBN 978-3-643-51177-5.

## Auszeichnungen
- 1979: Theodor-Körner-Preis zur Förderung von Wissenschaft und Kunst
- 2006: Preis der Stadt Wien für Volksbildung
- 2007: Margarethe-Lupac-Wissenschaftspreis[3]
- 2013: Bruno-Kreisky-Preis für das politische Buch Sonderpreis für das publizistische Gesamtwerk
- 2014: Österreichisches Ehrenkreuz für Wissenschaft und Kunst I. Klasse[4]
- 2015: Wilhelm-Hartel-Preis der Österreichischen Akademie der Wissenschaften[5]
- 2020: Goldenes Doktordiplom der Universität Wien[6]
- 2021: Kurt-Rothschild-Preis 2021 für das Lebenswerk für Analysen zu Sozialpolitik, Sozialstaat und Sozialpartnerschaft